# 芝加哥数学分析学派
芝加哥数学分析学派（Chicago school of mathematical analysis）是数学领域（数学分析）的一个思想流派，强调利用傅里叶分析对偏微分方程的研究。 20世纪五十年代，芝加哥大学的数学教授安托尼·吉格曼德（Antoni Zygmund）和其博士生艾尔伯特·卡德隆（Alberto Calderón ）共同建立了该学派。 吉格曼德在芝加哥大学任教期间共培养了超过40位数学博士生。

## 核心人物
- 安托尼·吉格曼德（Antoni Zygmund）
- 艾尔伯特·卡德隆（Alberto Calderón ）
- 保罗·寇恩，1966年菲尔兹奖得主

## 评价
芝加哥数学分析学派是20世纪世界上最强大的分析学派之一，为数学分析的发展作出了许多最重要的贡献。

## 奖项
1986年，安托尼·吉格曼德获得了美国国家科学奖章，以表彰其"创造并领导了当代数学分析研究领域的最强学派（creation and leadership of the strongest school of analytical research in the contemporary mathematical world）"。